# Chiesa di Sant'Egidio (San Gillio)
La chiesa di Sant'Egidio Abate è la parrocchiale di San Gillio, in città metropolitana e arcidiocesi di Torino; fa parte del distretto pastorale Torino Ovest.

## Storia
Già in epoca medievale sorgeva un monastero con annessa una cappella dedicata a Sant'Egidio, attorno al quale sorse poi il paese di San Gillio.
Nella prima metà del XIV secolo venne edificata per interessamento di Filippo di Savoia-Acaia una villanova, comprendente anche una chiesa dedicata alla Santa Croce, che successivamente assunse il titolo di parrocchiale.
Questo edificio fu danneggiato nel 1738 durante il passaggio delle truppe francesi in modo così grave da non poter essere riaperto: si decise, dunque, di costruire in un luogo diverso la nuova parrocchiale, dedicata a sant'Egidio come l'antica cappella e disegnata dal Nicolis di Robilant.
Questo edificio, le cui rifiniture vennero compiute agli inizi del XIX secolo, fu restaurato nel 1841 in occasione della visita dell'arcivescovo Luigi Fransoni; nel 1887, visto l'aumento della popolazione del paese, si provvide ad ampliare la chiesa mediante la costruzione delle due cappelle laterali che compongono il transetto.
Intorno al 2000, per adattare il presbiterio alle norme postconciliari, si procedette alla realizzazione dell'altare rivolto verso l'assemblea.

## Descrizione

### Esterno
La convessa facciata a salienti della chiesa, rivolta a sudest e suddivisa da una cornice marcapiano in due registri, entrambi scanditi da paraste, presenta in quello inferiore il portale d'ingresso timpanato e due nicchie e in quello superiore, affiancato da due volute e coronato dal frontone semicircolare, una finestra.

### Interno
L'interno dell'edificio si compone di un'unica navata, suddivisa in tre campate e voltata a botte, sulla quale si affacciano le cappelle laterali e le cui pareti sono scandite da lesene; al termine dell'aula si sviluppa il presbiterio, rialzato di tre gradini e chiuso dall'abside semicircolare.
Qui sono conservate diverse opere di pregio, tra le quali la pala dell'altare maggiore, con soggetto i Santi Egidio e Giovanni Bosco, e le due statue raffiguranti rispettivamente Sant'Antonio Abate e San Rocco.